# Craniella varians
Craniella varians är en svampdjursart som beskrevs av Thiele 1898. Craniella varians ingår i släktet Craniella och familjen Tetillidae.
Artens utbredningsområde är havet kring Japan. Inga underarter finns listade i Catalogue of Life.